# Pisanosaurus
 Pisanosaurus  („Pisanos Echse“) ist eine Gattung der Vogelbeckendinosaurier (Ornithischia) aus der Obertrias von Argentinien. Die Gattung zählt zu den ältesten Vertretern der Dinosaurier und gilt als der älteste und systematisch am meisten basale Vogelbeckendinosaurier.

## Merkmale
Bei Pisanosaurus handelt es sich um einen sich zweibeinig fortbewegenden (bipeden) Vogelbeckensaurier. Der herbivore Dinosaurier war ca. 90 Zentimeter bis 1 Meter lang, ca. 30 Zentimeter hoch und wog geschätzt etwa 4 Kilogramm. Da das einzig bekannte Fossil unvollständig ist, handelt es sich um Schätzungen und die Angaben in der Literatur schwanken entsprechend.

## Fossilüberlieferung und systematische Zugehörigkeit
Rodolfo Casamiquela beschrieb die Gattung zusammen mit der Typusart im Jahre 1967. Er wählte den Gattungsnamen zu Ehren des Paläontologen Juan A. Pisano. Es wurden bisher nur ein Individuum mit Teilen von Schädel, Kiefer, Rückgrat, Bein und Fuß in der Ischigualasto-Formation gefunden.

## Weiterführende Literatur
- Rodolfo Magín Casamiquela: Un nuevo dinosaurio ornitisquio triásico (Pisanosaurus mertii; ornithopoda) de la formación ischigualasto, Argentina. In: Ameghiniana. Bd. 4, Nr. 2, 1967, ISSN 0002-7014, S. 47–64.